# Kyle Rayner
Kyle Rayner (a veces conocido como Ión)es un personaje ficticio del universo de DC Comics, creado por el escritor Ron Marz y el dibujante Darryl Banks. Apareció por primera vez en Green Lantern #48 en 1994. Rayner es uno de los portadores más conocidos del anillo de poder de Green Lantern, siendo el cuarto humano en adoptar el rol tras la desaparición de Hal Jordan y la disolución del Green Lantern Corps. A diferencia de otros Green Lanterns, Kyle Rayner no fue elegido por un líder del Corps, sino que recibió su anillo de poder en circunstancias excepcionales, convirtiéndose en el último Green Lantern tras la caída de la organización.
Kyle es un joven artista de Los Ángeles, cuya sensibilidad artística y su creatividad se reflejan en su habilidad para crear constructos de energía muy detallados y complejos con su anillo, una cualidad que lo distingue de otros miembros del Green Lantern Corps. Su historia está marcada por la lucha contra el miedo y la desesperanza, y su desarrollo como héroe ha sido central en muchas tramas importantes del universo de Green Lantern. A lo largo de los años, Kyle Rayner ha sido un miembro destacado de la Liga de la Justicia, y su relación con otros héroes y su propio viaje de autodescubrimiento lo han convertido en un personaje querido por los seguidores del cómic.
A lo largo de su carrera como Green Lantern, Kyle ha enfrentado numerosas adversidades, incluyendo la pérdida de seres queridos, la lucha contra villanos poderosos y su propia inseguridad. Sin embargo, su valentía, su creatividad y su fuerte sentido de la moralidad lo han consolidado como uno de los héroes más importantes de DC Comics.
En 2013, Kyle Rayner ocupó el puesto 14 en la lista de IGN de los «25 mejores héroes de DC Comics».

## Historial de publicaciones
Creado por el guionista Ron Marz y el dibujante Darryl Banks, el personaje recibió su nombre inspirado en el del personaje Kyle Reese, de la película de James Cameron Terminator. Es reconocido principalmente como Linterna Verde del Sector Espacial 2814. Durante un tiempo fue el único miembro de la fuerza policial intergaláctica conocida como los Green Lantern Corps. Formó parte de la Liga de la Justicia, donde fue uno de los héroes más destacados. Durante el final de este periodo también fue conocido brevemente como Ión (la representación de la Fuerza de Voluntad del Anillo de poder).
Rayner apareció por primera vez en Green Lantern vol. 3 #48 en 1994, como parte de la miniserie Crepúsculo Esmeralda, en la que se sustituye al Linterna Verde Hal Jordan con Rayner. Tras el regreso de Jordan como Linterna Verde en la serie limitada Green Lantern: Rebirth, y el crossover de 2005 Crisis infinita, Kyle regresó a su alias de Ión. Después de los acontecimientos de la Guerra de los Sinestro Corps, Kyle retornó a su papel original como oficial de los Green Lantern Corps del Sector Espacial 2814, junto con un ascenso a los Ilustres de la Guardia de Honor del Corps. También cumplió un periodo como Líder de las Fuerzas de la Green Lantern Corps. Más tarde, se convierte en Linterna Blanca tras dominar los siete anillos de linterna. Tras los eventos de DC Rebirth, Kyle regresa de nuevo como Linterna Verde, junto con su uniforme original de los Corps.

## Biografía del personaje y cronología

### El último Linterna Verde
Kyle fue criado por su madre irlandesa Maura Rayner como hijo único; su padre abandonó a su madre cuando estaba embarazada. Más tarde se supo que su padre era un agente mexicano-estadounidense de la CIA llamado Gabriel Vásquez, quien ha trabajado con diversos nombres clave, entre ellos el de Aaron Rayner (y actualmente la identidad de Raymond Hauser). Cuando amenazaron a su esposa y su pequeño hijo, se vio obligado a cortar todos los lazos trazables con ellos, e incluso conspiró con Maura en la invención de un incidente de violencia doméstica para explicar su abrupta separación. A pesar de Gabriel, la consecuente ausencia de la vida de su familia y la falta de su apoyo financiero obligó Kyle y su madre en un estilo de vida más bien modesto hasta que Kyle alcanzó la edad adulta.
Antes de obtener el último anillo de poder de Linterna Verde, Kyle Rayner era un dibujante de cómics independiente talentoso pero con problemas económicos. Se crio en North Hollywood y vivía y trabajaba en Los Ángeles. Después de que Hal Jordan, afligido por la destrucción de su ciudad natal, Ciudad Costera, arrasó con los Green Lantern Corps asesinando a todo aquel que se interpusiera en su camino, incluyendo a algunos Guardianes del Universo, y absorbiera la energía de la Batería Central, todo esto bajo la influencia de Parallax, Rayner fue encontrado por el último guardián Ganthet, quien le dio el último anillo de poder que funcionaba.  Esto le permitiría conjurar cualquier forma de materia o energía a través de la pura fuerza de voluntad. Las razones para elegir a Kyle nunca han sido del todo claras. Según el Guardián Gh’ts, Rayner simplemente estuvo en el lugar correcto en el momento justo: con anterioridad a legarle el anillo a Rayner, Ganthet simplemente le dijo, «Tendremos que conformarnos contigo».  Ganthet reveló más tarde que los humanos suelen ser grandes Linternas Verdes (antes de la crisis mental de Hal Jordan, Hal era el mejor Linterna Verde de los Corps, y John Stewart se convirtió en el primer mortal en ser Guardián del Universo). Varias fuentes, sin embargo, insinúan que Ganthet tenía una razón más profunda: Kyle Rayner no fue elegido porque no sintiera miedo, sino porque era capaz de sentir miedo y superarlo, lo que le haría a él, y a todos los futuros Linternas, menos susceptibles a la influencia de Parallax. La versión que aparece en New Guardians llega incluso a sustituir la frase de«Tendremos que conformarnos contigo» por una sonriente «Parece que elegí bien».
Al principio, Kyle se tomó la posesión del anillo muy a la ligera. Su novia, Alexandra (Alex) DeWitt, le animó a ser más responsable, a crear su propia versión del uniforme de Linterna Verde y le ayudó a entrenarse para su nuevo papel como superhéroe, pero más tarde fue asesinada y metida en un refrigerador por el supervillano Major Force. El sentimiento de culpa por este suceso llevó a Rayner a tomarse su papel más en serio y, como resultado, se esforzó por ser el mejor Linterna Verde posible en honor a la memoria de Alex. Rayner se trasladó entonces a Nueva York, ya que Los Ángeles le recordaba a Alex y necesitaba un nuevo comienzo. Kyle ha tenido desde entonces relaciones sentimentales con Donna Troy, y más tarde con Jade, la hija de Alan Scott.
Kyle creció enamorado del ideal del superhéroe encarnado en Superman y Batman, aunque solo conocía de pasada a los diversos Linternas Verdes de la Tierra. Esto pronto cambió, y se encontró con que el anillo de Linterna Verde era la máxima  expresión de su fértil imaginación. Durante la batalla, a menudo utiliza el poder del anillo para crear constructos de casi cualquier cosa que su mente artística pueda imaginar: otros superhéroes, personajes de anime, personajes místicos, mechas, armas futuristas, y personajes originales de sus cómics. Aunque otros miembros de los Green Lantern Corps cuestionan la utilidad de estos constructos, estas convierten a Kyle a menudo en un oponente impredecible y formidable.

### La Liga de la Justicia
Después de mudarse a Nueva York, Rayner se unió al grupo de superhéroes Titanes por un breve tiempo, durante el cual tuvo una relación con Donna Troy, pero con el tiempo se convirtió en un miembro de la Liga de la Justicia (JLA). Al principio, chocaba con Flash (Wally West). West había trabajado con Jordan desde la infancia y tenía reservas acerca de Kyle como el nuevo Linterna Verde, pero con el tiempo se convirtió en uno de los mejores amigos de Rayner y uno de sus más grandes partidarios. Sorprendentemente, otro de los mayores partidarios de Kyle entre la Liga fue Batman, que a menudo lo trataba con más respeto que el que le mostraban otros miembros de la Liga (incluidos sus predecesores como Linternas Verdes, Hal Jordan, Guy Gardner y John Stewart), muy probablemente debido al hecho de que Kyle estaba dispuesto a aprender de los demás mientras que otros Linternas se enfocaban en sus anillos y sus habilidades preexistentes, incluso llegando a ser entrenado por Batman en artes marciales. Rayner también tuvo una amistad con el Linterna Verde de la Edad de oro Alan Scott, llegando a salir con su hija Jade Scott. Entre otros amigos que tendría Rayner durante su etapa en la Liga de la Justicia están Green Arrow (Connor Hawke, ex Speedy), Arsenal (Roy Harper), y los Linterna Verdes Guy Gardner y John Stewart. Este último, después de pedir un permiso de ausencia, le cedió a Kyle su puesto en la Liga.
Durante su carrera heroica, Kyle obtendría con el tiempo su propia galería de villanos, que incluyen personajes del pasado de sus predecesores, tales como Doctor Polaris o Doctor Luz.

### Oblivion
Durante el evento de quinta semana Green Lantern: Circle of Fire (Círculo de Fuego), se descubre que una entidad cósmica llamada Oblivion se acerca a la Tierra después de haber atacado el planeta Rann. Esto sorprendió a Kyle, ya que el villano es sorprendentemente similar al personaje de una historia que Kyle creó cuando tenía siete años durante una época en la que luchó con el miedo y la rabia de crecer sin un padre. En su historia infantil, el personaje era némesis del aventurero Cannoneer. La Liga de la Justicia trata de detener a Oblivion (que traduce 'Olvido') y durante la batalla, Kyle es enviado de vuelta a la Tierra a ir por refuerzos, pero la Liga es capturada. En la Tierra, Kyle recluta a Power Girl, Átomo, Firestorm, Adam Strange, y el Círculo de Fuego—un grupo de Linternas Verdes de realidades alternas y diferentes épocas. El Círculo consta de la novia de Kyle, Alex DeWitt (proveniente de una realidad alternativa donde había recibido el anillo de poder en lugar de Kyle), los primos Hunter y Forest Rayner,  descendientes de Kyle y que comparten un anillo de poder, Ali Rayner-West, o Rayo Verde, una descendiente futura de Wally West y Kyle Rayner que posee tanto los poderes de Flash como de Linterna Verde, pero solo podía usar uno de tales poderes a la vez, un robot de los Manhunters reprogramado, modelo G.L.7177.6 y Pel Tavin, el Caballero Esmeralda, un Linterna Verde daxamita de la Edad Media.
Hallándose en el papel de líder, Kyle divide este grupo para manejar las diferentes crisis causadas por Oblivion, o en algunos casos para buscar una manera de derrotarlo. Finalmente, en una confrontación, Oblivion revela que él es una destilación de las dudas y los impulsos más oscuros de Kyle, que se manifestó a través del poder del anillo. El villano también pone de manifiesto que Kyle ha creado inconscientemente el Círculo de Fuego con base en sus propios aspectos positivos porque necesitaba ayuda: Alex es una encarnación de la capacidad de amar de Kyle, mientras que Tavin representa su valor, Ali representa la esperanza, GL7177.6 representa la lógica, y Hunter y Forest, representan su imaginación. Cuando caen en la cuenta de esto, deciden que los Linternas Verdes creados deben regresar a la mente de Kyle. Al hacerlo, esto le permite a Kyle desbloquear más poderes del anillo que no habían estado disponibles previamente para él, y también descubre una fuerza interior que nunca había sabido que tenía. Haciendo frente a esto, Kyle logra derrotar a Oblivion en Nueva York, encarcelando a la entidad dentro de su propia mente, y liberando a la Liga de la Justicia. Oblivion jura venganza contra Kyle y se disuelve en su mente.

### Ión
Durante un breve período, Kyle logra llegar a la divinidad como Ión, después de que absorbe la energía que Hal Jordan había dejado en el sol de la Tierra durante el arco argumental de La noche final, energía que se había fusionado y crecido con energías liberadas tras la derrota de Oblivion. Con sus nuevos poderes, Kyle podía curvar el tiempo, el espacio, y la realidad. Kyle podía incluso, por ejemplo, estar en muchos lugares a la vez. Los poderes divinos de Kyle tenían un inconveniente: Ión era uno con todo, pero Kyle Rayner ya no podía dormir o separarse de las responsabilidades abrumadoras que estos poderes le imponían. En lugar de sacrificar su humanidad, Kyle decidió abandonar la omnipotencia, separándose del enorme poder, recargando la Batería de Poder Central del planeta Oa (el cuartel general de los Guardianes), y ayudando a crear un nuevo grupo de Guardianes en el proceso. Sin embargo, antes de purgar todo su poder, modificó su anillo y conjuró un nuevo uniforme de los Corps para reflejar su nueva madurez. Limitado una vez más tan solo por su fuerza de voluntad y su imaginación, el anillo de Rayner podía afectar al color amarillo y siempre albergaba una línea vital de poder sin límite de tiempo, estaba afinado directamente a él, y siempre volvía a él, aunque seguía siendo necesario recargarlo para llegar a su plena potencia.
Después de una brutal paliza homofóbica a su joven ayudante y amigo Terry Berg, Kyle se autoimpone un largo exilio en el espacio. Antes de partir, puso en su silla en la Liga de la Justicia a John Stewart, recientemente recuperado de su paraplejiay habiendo recibido un nuevo anillo de poder. A su regreso, descubrió que Jade había comenzado a salir a alguien nuevo, y lo hacía en el apartamento de Kyle. Ión deja Nueva York y pasa algún tiempo intentando una vez más encontrar su lugar en la Tierra, quedándose con su madre por un tiempo breve.

### Linterna Verde: Renacimiento
Después de haber sido engañado para que creyera que su madre había sido asesinada por el villano Major Force, Kyle enloquece y lucha a muerte con este. Kyle, sabiendo que su oponente es inmortal, decide decapitarlo y lanzar su cabeza al espacio exterior. Sintiendo que es un peligro para sus seres queridos, Rayner una vez más se exilia a los confines del espacio.
Durante los acontecimientos de Linterna Verde: Renacimiento, regresa con el cadáver de Hal Jordan (sepultado en el Sol) y el descubrimiento de la naturaleza verdadera de Parallax, quien resulta ser de hecho una entidad parasítica extraterrestre, la encarnación no corpórea del miedo, que había poseído a Jordan y cometido crímenes en su nombre. Sabiendo la verdadera naturaleza de Parallax, Rayner arriesga su vida para salvar a Jordan cuando todo el mundo prácticamente había renunciado a verlo con vida (una acción que, de acuerdo con Jordan, prueba de que Kyle es digno del manto de Linterna Verde). Esto también estableció un estrecho vínculo entre los dos; tiempo después de su pelea con Parallax Jordan lleva a Kyle a la Base Aérea Edwards (sin autorización para hacerlo) para que el último se divierta con uno de los aviones, a modo de agradecimiento. 
Posteriormente, Rayner recibe un estatus especial entre los Guardianes, que lo consideran el «Portador de la Antorcha», el Linterna Verde que llevó el legado durante el periodo más oscuro de los Corps.Con la resurrección de Hal, Kyle deja de cumplir funciones como Líder de las fuerzas de los Green Lantern Corps, pero no sin antes liderar a las Fuerzas de los Corps durante la Guerra Rann/Thanagar.

### Crisis Infinita y el Regreso de Ión
En Crisis infinita, Alexander Luthor revela que si el Multiverso hubiera seguido existiendo sin que ocurriera la Crisis en Tierras Infinitas, Kyle Rayner habría sido natural de Tierra-8. Cuando Jade muere durante la Guerra Rann/Thanagar durante las Crisis Infinita, le transfiere su poder (que proviene del Starheart) a Rayner, volviéndolo a transformar en Ión.
En la serie Ion: Guardian of the Universe, Ión aparentemente destruye una flota de naves espaciales y violentamente ataca a dos Linternas Verdes, pero no tiene memoria de la destrucción y solo se entera de su posible papel en ella después de haber sido atacado por un cazador de recompensas. Al visitar los restos de la flota, Kyle pierde el control y al despertar se encuentra cerca del planeta viviente Mogo, también un Linterna Verde, que su sus poderes de anillo para ayudar a Linternas convalecientes a alcanzar entendimiento sobre sus problemas a través del uso de constructos conjurados por el inconsciente propio del Linteran. Una vez en Mogo, Kyle conversa con sus exnovias Alex, Donna, y Jade (Alex y Jade como espíritus), quienes lo entrenan para usar sus poderes como Ión al cien por cien. Durante el entrenamiento, Kyle se da cuenta de que, como Ión, es capaz de canalizar la energía verde tanto del Starheart como de la Batería de Poder Central. Esta nueva energía es llamada «Poder Ión». Al finalizar el entrenamiento se enfrenta a Major Force (la encarnación de todos sus miedos), que 10 años antes había asesinado a Alex, desatando la ira de Rayner, en una batalla titánica donde Ión tiene una ligera ventaja debido a sus poderes casi omnipotentes, Kyle logra poner contra las cuerdas a Major Force pero este expulsa todo su poder causando una explosión atómica dejando muy herido a Kyle que empieza a recibir una paliza.
En Oa, los linternas verdes miran perplejos como Ión recibe una paliza y le ruegan a los Guardianes que les permitan ir a ayudar, pero estos se niegan, enviando a Hal Jordan y Kilowog (que estaba fuera de Oa) a ayudar a Rayner. Mientras tanto un Ión sumamente herido intenta resistir los golpes de Major Force, pero éste lo deja fuera de combate. Cuando Major Force se dispone a dar el golpe final llegan Jordan y Kilowog a enfrentarse contra él. Major Force los derrota con facilidad y revela que al estar tan cerca del sol (estaban peleando cerca de un sol rojo) sus poderes aumentan cada segundo, debido a que su cuerpo absorbe la radiación del astro y la conviete en energía pura, teniendo una fuente de poder continua e infinita. Major Force se enfrenta a Jordan, Kilowog y Ión al mismo tiempo, venciéndolos con suma facilidad, para luego mutar en un ser de completa energía pura que, saliéndose de control, ataca a diestra y siniestra, sacando a Mogo de su órbita (y siendo rescatado por los Linternas) y dejando muy malherido a Kilowog, quien empieza a agonizar. Jordan trata de enfrentarse a Major Force pero es fácilmente derrotado, y como último recurso, Ión canaliza la fuerza de Starheart y de la Batería, lanzándoselo a Major Force y destrozando su armadura, dejándolo inconsciente. Luego, Ión procede a encerrarlo en Oa, donde será juzgado.
Posteriormente, Jordan encuentra a Ión destruyendo un planeta, pero descubre que en realidad se trata de Alexander Nero, quien afirma que tanto su conexión con Kyle como sus nuevos poderes son el resultado de la interferencia de un tercero. Jordan y Rayner descubren entonces que los Guardianes habían sometido a Rayner a estos sucesos como prueba para ver si podía manejar su poder, en previsión de que le concedieran una posición de honor entre los Linternas Verdes como su Portador de la Antorcha, ahora que alberga la capacidad de revivir a los Corps en caso de que volvieran a ser destruidos. Le explican que no patrullará un sector como hacen otros Linternas, sino que se le pedirá ayuda en situaciones que los Corps no puedan manejar solos. También revelan que algún enemigo imprevisto manipuló a Nero, que desata una enorme cantidad de energía que Kyle disipa en lo que se presume que es un universo de bolsillo. Rayner se entera luego de que era perseguido por enemigos como Efigie, que recibió instrucciones subliminales de Nero para atacar a Rayner. Tras limpiar su reputación en el planeta que fue abrasado por Nero mientras usaba la identidad de Rayner, éste se entera de que su madre está muriendo por una causa desconocida. Tras ser atacado por la versión de Tangent Comics de Átomo y Flash, y ser transportado al reino interdimensional conocido como «Bleed», donde se encuentra con el Capitán Átomo, regresa a casa para intentar reanimar el cadáver de su madre, ahora fallecida, con los poderes recién adquiridos, pero tras una despedida entre lágrimas, Maura rechaza la resurrección, pidiendo a Rayner que la deje morir, a lo que el entristecido Rayner accede. 

### Guerra de los Sinestro Corps
Sinestro secuestra a Kyle de Oa con uno de sus nuevos anillos de poder amarillos. En la base de los Sinestro Corps en Qward, le revela a Kyle que él fue el responsable de la muerte de su madre y que la infectó con el virus Despotellis para matarla en un plan para quebrantar la voluntad de Kyle de forma que se convertiera en el nuevo huésped de Parallax. Sinestro también le revela que Ión es una entidad energética que se nutre de la fuerza de voluntad y que Kyle es su huésped actual.
Los Sinestro Corps se enfrentan a Kyle, a quien el propio Sinestro le drena sus poderes y es inmediatamente controlado por Parallax. Parallax se viste entonces con un nuevo uniforme, que combina el uniforme de los Sinestro Corps, el traje original de Linterna Verde de Kyle y la armadura que Hal Jordan usaba como Parallax. La posesión de Parallax también vuelve canoso el cabello de Kyle, al igual que le volvió canoso el cabello de las sienes a Hal Jordan. Parallax regresa a Qward con los Sinestro Corps y se une a sus filas, convirtiéndose en uno de los heraldos del Antimonitor.
En el cuerpo de Kyle, Parallax capturó a Hal Jordan, Guy Gardner y John Stewart y los llevó a Qward. Antes de llevarlos, Parallax hizo que Hal reviviera la única vez que sintió miedo: la muerte de su padre. Parallax también explicó que, desde que invadió la mente de Kyle, ahora posee una creatividad casi infinita para sus acciones. Durante la batalla contra los Green Lantern Corps, quienes llegan a Qward para rescatar a los Linternas capturados, Parallax asesina a Jack T. Chance y destruye su Anillo de Poder antes de que pueda encontrar un reemplazo.  Durante su lucha contra los Linternas Verdes de la Tierra, Parallax reveló que el «deseo retorcido» de Kyle era volver a ser el último Linterna Verde y, por lo tanto, «especial». La intervención de los Linternas Perdidos supervivientes y la entidad Ión le impiden matar a Guy Gardner. Parallax lideró entonces un grupo de avanzada de los Sinestro Corps, preparándose para atacar Ciudad Costera. Los Guardianes del Universo sugieren que Kyle ya no está destinado a ser Ión tras ser dominado por Parallax.
Como se vio en el one-shot Parallax (septiembre de 2007), Kyle quedó atrapado en su propia mente. Es capaz de presenciar todo lo que Parallax dice y hace desde una perspectiva en tercera persona, pero incapaz de detenerlo. La personalidad de Kyle observa las acciones de Parallax desde la prisión que su imaginación ha construido: la casa vacía de su madre. El único elemento fijo en la casa es una vieja pintura de origen y autoría inciertos que perteneció a la madre de Kyle. Mientras Kyle observa a Parallax luchar contra Hal Jordan y los Linternas Perdidos, una manifestación de la entidad del miedo llega a visitarlo. En el reino de su imaginación, Kyle logra «transformarse» en Ión y enfrentarse al parásito en combate. Tras ser derribado por Parallax y perder su forma de Ión, Kyle crea un anillo de poder, se lo coloca en el dedo y aparece con su traje original. Aunque opone una valiente resistencia, Parallax es demasiado para él y Kyle es derrotado. Parallax se burla de Kyle con su mayor miedo: fallarles a quienes dependen de él, especialmente a las mujeres de su vida. Muchas de las mujeres en la vida de Kyle han muerto o han sufrido daños por su relación con él, y esto le provoca sentimientos de culpa y responsabilidad. Parallax se burla de la impotencia de Kyle y se da la vuelta para marcharse, pero Kyle agarra un lápiz y se lo clava en el ojo a Parallax. Este, imperturbable e ileso, se burla de Kyle una vez más hablando de la desesperanza de su situación y desaparece. Al quedarse solo, Kyle está a punto de destrozar el cuadro con frustración cuando nota la firma de su madre en la esquina inferior y se da cuenta de que ella lo pintó en secreto años atrás. Esta conexión con su madre le da esperanza a Kyle, justo lo que necesitaba para superar su miedo. Con renovada fe en sí mismo, Kyle entra en el cuadro y termina en un campo caminando hacia una brillante estrella verde.

### Linterna Verde una vez más
Tras amenazar al hermano y a la familia de Hal en Ciudad Costera, Parallax se enfrenta a Hal Jordan, quien está furioso por el intento de la entidad de quitarle la vida a James Jordan y por su posesión sobre Kyle. Sorprendentemente, Jordan logra subyugar a Parallax con la furia, pero pierde la carga de su anillo antes de poder derrotarlo por completo. Si bien visiblemente debilitado, Parallax absorbe a Jordan además de Kyle, y adopta una nueva forma física con un traje amarillo brillante, señal de que es una criatura capaz de infundir gran miedo. 
Mientras tanto, John Stewart le ordena a Guy Gardner que encuentre un cuadro de un niño pequeño en un campo, que estaba colgado en la casa de la madre de Kyle. Cuando Guy regresa y le muestra el cuadro a Parallax, su comportamiento cambia visiblemente. Jordan, el faro de luz verde que había llegado a la mente de Kyle, lo ayuda a luchar contra Parallax exhaustivamente hasta que finalmente se liberan de las garras de la encarnación del miedo.
Justo cuando el ahora separado Parallax contraataca a los Linternas, los Guardianes Ganthet y Sayd, derrocados, llegan con cuatro Baterías de Poder de Linterna y proceden a atrapar a Parallax dentro de ellas. Ganthet explica que su último acto como Guardián es entregarle a Kyle su anillo de poder. El Guardián le pregunta a Kyle si está dispuesto a bajar de categoría a Linterna Verde reglamentaria tras haber sido anfitrión de Ión durante tanto tiempo. Kyle accede rápidamente, y los cuatro oficiales toman sus baterías, recitan el juramento y recargan sus anillos.
Los cuatro Linternas Verdes se dividen entonces: Hal regresa a Ciudad Costera para evitar que sea destruida de nuevo con Kyle a su lado, y John y Guy se dirigen a Nueva York para luchar contra el Antimonitor, Superboy Prime y Cyborg Superman. Mientras Hal y Kyle luchan contra Sinestro, este último toma la delantera momentáneamente después de que uno de los Manhunters absorba la energía de su anillo de poder. Tras la derrota de Cyborg Superman por parte de los Linternas Verdes, los Manhunters se desactivan de inmediato, y Hal logra tomar uno de los cráneos de los robots para absorber el poder de Sinestro. Con tres de ellos sin poderes, Hal y Kyle se enfrentan inmediatamente a Sinestro en combate, y los dos Linternas salen victoriosos.
Después de la guerra, Kyle es asignado a la Guardia de Honor como compañero de Guy Gardner y enviado a asesorar a Sodam Yat, el nuevo Ión.  Kyle y Guy deciden mudarse a Oa, lo que les da mejor acceso para realizar sus tareas. Kyle coloca el cuadro de su madre en la pared de su nuevo apartamento en Oan. Ahora se afirma que el Ión no tiene relación con el Poder del Corazón Estelar que Jade le otorgó: este repentino aumento de poderes permitió a los Guardianes vincular temporalmente la entidad Ión con Kyle. Con la pérdida de la entidad Ión, Kyle recupera los poderes y habilidades de un Linterna Verde estándar. 
Desde su ascenso a la Guardia de Honor, Kyle ha actuado como mediador para los Corps, participando en acciones como la derrota de Mongul y la captura de Krybb, miembros del Sinestro Corps. Tras esto, Kyle y la Linterna Soranik Natu iniciaron una relación romántica.

### Conteo Regresivo y luego
En Countdown to Final Crisis (Conteo Regresivo para la Crisis Final), semanas 47-49, Kyle Rayner se encuentra entre las «anomalías» que los Monitores consideran peligrosas para el Universo, por lo que está en su lista para ser eliminado. También están en la lista Duela Dent, Donna Troy y Jason Todd. Kyle aparece brevemente en All-New Atom #15, portando nuevamente un anillo de Linterna Verde (a través de su narración, Kyle deja claro que ya no es Ión, afirmando que «tiene que cambiar sus tarjetas de presentación»). Luego se une a Donna Troy, Jason Todd, Bob el Monitor y el Jokester en Countdown Presents the Search for Ray Palmer. Esta historia transcurre después de los acontecimientos de «Guerra de los Sinestro Corps», aunque comenzó mientras la guerra aún estaba en curso en las series Green Lantern y Green Lantern Corps.El nuevo uniforme de Kyle es una fusión de sus anteriores uniformes de Linterna y elementos de la versión tradicional, además de su máscara original.
Cuando los retadores finalmente localizan a Ray Palmer (en Tierra-51), Bob lo ataca, revelando que sus actos de ayuda eran una artimaña. Kyle escapa con Ray, quien revela que el difunto Ray Palmer de Tierra-51 era quien debía detener el gran desastre, no él. Ambos son atacados entonces por Power Ring y versiones malvadas de Booster Gold y Supergirl.  Mientras la batalla entre Monarca y Superboy Prime se intensifica, la mano de la Fuente insta a los retadores a ir a Apokolips. Con la ayuda del Monitor de Tierra-51, Nix Uotan, el grupo logra escapar antes de que Superboy-Prime destroce la armadura de Monarca, destruyendo todo el universo.
Tras la derrota de Darkseid, Kyle se une a Donna, Ray y Forager para convertirse en guardias fronterizos del Multiverso.

## Características físicas
Kyle Rayner es representado como un hombre relativamente joven, con una apariencia más delgada y menos robusta que otros miembros del Green Lantern Corps, lo que refleja su juventud y su trasfondo como artista. A pesar de su complexión más ligera, su habilidad con el anillo y su valentía lo convierten en un héroe formidable.
- Estatura: Aproximadamente 1,83 m, lo que le da una presencia destacada pero no tan imponente como otros Green Lanterns como Hal Jordan.
- Complexión: Kyle tiene una complexión atlética, derivada de su estilo de vida activo como héroe y su entrenamiento en combate. Su figura es más esbelta y menos musculosa que la de otros portadores del anillo, lo que refleja su naturaleza de joven artista en sus primeros años.
- Cabello: Kyle tiene el cabello corto y de color negro, aunque a lo largo de las diversas representaciones y adaptaciones, puede aparecer con un tono oscuro o castaño.
- Ojos: Sus ojos son de color verde, una característica común entre los portadores del anillo de Green Lantern, simbolizando su conexión con el poder del anillo.
- Rostro: Kyle tiene un rostro juvenil, con rasgos suaves y una expresión a menudo reflexiva o pensativa. Su aspecto general es el de un hombre joven que lucha por encontrar su camino, reflejando su personalidad sensible y artística.

## Poderes y habilidades
Como Green Lantern, Kyle Rayner es semi-invulnerable, capaz de proyectar construcciones de luz dura, volar y utilizar varias otras habilidades a través de su anillo de poder que solo están limitadas por su imaginación y fuerza de voluntad. Las construcciones de Kyle son mucho más elaboradas que las de cualquier otro Green Lanterns, a menudo se desvanecen a la vista como un boceto refinado en una ilustración. Finalmente, es capaz de utilizar su habilidad como artista para manipular los pigmentos y las dimensiones dentro de sus construcciones, haciéndolas parecer tan realistas que incluso Alan Scott se asombró de lo que Kyle podía hacer con las creaciones de su anillo.
El anillo de Rayner fue construido a partir de lo que quedaba del anillo de Hal Jordan por Ganthet. Está ligado al ADN de Rayner y Hal Jordan, haciéndolo accesible solo para Rayner, Jordan y cualquier persona cercana a ellos, a menos que el portador le cediera el anillo a otra persona. Esto lo hace Ganthet para evitar que el último anillo sea robado, ya que no habría otra linterna que enviar para recuperarlo. A diferencia de la mayoría de los anillos de los Linternas Verdes, el de Kyle no requirió un período de recarga de veinticuatro horas, solo cuando la capacidad del anillo se agotó; y no era necesario recitar el juramento del Cuerpo cuando se recargaba. Rayner es el primer Lantern que no sufre de debilidad por los elementos de color amarillo. Tanto Mongul como Superman están muy sorprendidos de esto al conocerlo por primera vez. Kyle afirma que no sabía sobre la debilidad y nunca tuvo problemas con ella. Originalmente, esto se explicaba porque su anillo era un "nuevo modelo", lo que también explicó por qué tenía habilidades ligeramente diferentes a las vistas anteriormente. Posteriormente, se retomó con la explicación de que los anillos pueden afectar al amarillo si el usuario se enfrenta y supera su miedo; como artista, Kyle se había enfrentado a su miedo al rechazo cada vez que mostraba su trabajo, y esto se extendía a sus constructos, que consideraba parte de su obra de arte.
Cuando se unió al benévolo simbionte Ion, Rayner fue capaz de un uso mucho más elaborado de su imaginación que puede extenderse a la manipulación de la realidad. En posesión de la entidad Parallax más siniestra, Rayner era teóricamente capaz de hazañas similares.
Durante su relación con Donna Troy, Rayner participó en un entrenamiento de combate con su entonces novia. Durante su primera batalla con Fatality, demostró ser un luchador formidable y fue capaz de derrotarla cuando su anillo se agotó. En casi todos los encuentros con Fatality desde ese incidente, Kyle usaba sus habilidades de combate para derrotarla en lugar de su anillo para mantener un elemento de sorpresa (ella esperaba que él usara su anillo) o cuando su anillo estaba agotado o ausente durante las batallas. Como miembro de la Liga de la Justicia, Kyle ocasionalmente se entrenaba en los sistemas de entrenamiento de combate de la Liga en la Atalaya y bajo la tutela de miembros de la Liga con experiencia en combate, como Batman. Aunque Rayner es ahora un hábil combatiente cuerpo a cuerpo, después de haber sido entrenado por el mismo Caballero de la Noche, no es un experto en el cuerpo a cuerpo; por ejemplo, aunque inicialmente se mantuvo firme en una pelea cuerpo a cuerpo con Sinestro, el villano demostró ser un mejor luchador debido a su mayor experiencia.
Como Guardia de Honor Illustres, Rayner se ubica solo por debajo de Salaak, que tiene el rango de Clarissi, y los Guardianes en la nueva cadena de mando del Cuerpo.

## En otros medios

### Televisión

#### Animación
- Kyle Rayner aparece en el episodio de Superman: la serie animada "In Brightest Day". Fue expresado por Michael P. Greco. Este Kyle Rayner incluye algunos elementos del personaje de Hal Jordan. Rayner era un artista comercial de periódicos para el Daily Planet (y un aspirante a dibujante de cómics; al comienzo del episodio le muestra a Jimmy Olsen una carta de rechazo de DC Comics como una broma) cuando fue elegido por el anillo Lantern de Abin Sur, quien lo envió con su último aliento (habiendo sido derribado a la Tierra por Sinestro). Momentos después de recibir el anillo, Rayner tuvo que luchar por su vida contra Sinestro. Con la ayuda de Superman ayuda, el nuevo Green Lantern derrotó a Sinestro y tomó su lugar entre los Lantern Corps.
- John Stewart se estableció en la Liga de la Justicia como un Linterna durante 10 a 15 años, y luego se explicó que el tiempo de Stewart como Linterna antes del período real de la Liga de la Justicia se pasó en un sector diferente al 2814, y que había regresado muy recientemente a la Tierra. Rayner se menciona por primera vez en el episodio "Hearts and Minds" de Katma Tui a John Stewart cuando ella lo regaña durante su frustración al tratar de volver a aprender su entrenamiento de Lantern; diciendo: "Eres tan malo como ese chico Rayner que me enviaste a entrenar". Rayner se ve entre los dolientes en el funeral de Superman en "Hereafter", y finalmente regresa con un papel en el episodio de Liga de la Justicia Ilimitada, "The Return", con la voz de Will Friedle. Stewart todavía está estacionado en 2814, y Rayner en Oa, con otros Green Lanterns colocados allí. Además, se hace una referencia indirecta a Kyle en el episodio "Kid Stuff" en el que Superman, Wonder Woman, John Stewart y Batman son transformados en niños por Mordred. Utilizando el poder de los Green Lanterns, John genera una máscara para sí mismo (habiendo requerido anteojos cuando era niño, crea la máscara para compensar su renovada necesidad de ellos) que es idéntica en diseño a la que usa Rayner en los cómics.
- Kyle Rayner aparece en Mad, donde intenta apelar a Superman, Batman y Wonder Woman para que lo llamen "Súper Amigos".

### Libros
Kyle Rayner también aparece en la serie de libros de la Liga de la Justicia de América de Dennis O'Neil llamada Hero's Quest, publicada por Pocket Star Books en 2005. La historia se desarrolla fuera de la serie de libros de JLA y de la historia principal de DCU. Vuelve a contar cómo Rayner se encontró con el anillo, cambiando los eventos que lo rodeaban y los orígenes de los superhéroes en la Tierra. En lugar de que Hal destruyera el Cuerpo, fueron los Guardianes quienes abandonaron el Cuerpo para rehacer el Universo, y Rayner es elegido por Ganthet para que sea el que los detenga como el nuevo Linterna Verde.

### Videojuegos
- Kyle Rayner hace una aparición en Justice League Heroes como un personaje desbloqueable, con la voz de John Rubinow.
- Kyle Rayner aparece en el juego de rol multijugador masivo en línea DC Universe Online.[31]
- El desarrollador Ocean Software iba a adaptar la historia de "Emerald Twilight" a un videojuego para Super NES. El juego habría permitido a los jugadores asumir el papel de Kyle Rayner y enfrentarse a Hal Jordan. El juego fue cancelado.[32]
- En Injustice: Dioses entre nosotros, el nombre de Kyle Rayner aparece en una lista de blancos durante la salida de Deathstroke.
- La versión de White Lantern de Kyle Rayner aparece como un personaje jugable en Lego Batman 3: Beyond Gotham, con la voz de Josh Keaton.